# Lijst van voetbalinterlands Honduras - Panama
Deze lijst van voetbalinterlands is een overzicht van alle officiële voetbalwedstrijden tussen de nationale teams van Honduras en Panama. De Midden-Amerikaanse landen speelden tot op heden 48 keer tegen elkaar, te beginnen met een wedstrijd tijdens het CCCF-kampioenschap 1946 op 23 februari 1946 in San José (Costa Rica). Het laatste duel, een kwartfinale van de CONCACAF Gold Cup 2025, werd gespeeld in Glendale (Verenigde Staten) op 28 juni 2025.

## Wedstrijden
| №  | Plaats          | Datum             | Competitie                          | Wedstrijd         | Uitslag |
| -- | --------------- | ----------------- | ----------------------------------- | ----------------- | ------- |
| 1  | San José        | 23 februari 1946  | CCCF-kampioenschap 1946             | Panama – Honduras | 1 – 0   |
| 2  | San José        | 21 maart 1953     | CCCF-kampioenschap 1953             | Honduras – Panama | 3 – 1   |
| 3  | Willemstad      | 12 augustus 1957  | CCCF-kampioenschap 1957             | Honduras – Panama | 2 – 1   |
| 4  | San Salvador    | 31 maart 1963     | CONCACAF-kampioenschap 1963         | Honduras – Panama | 1 – 0   |
| 5  | El Progreso     | 13 juni 1970      | Vriendschappelijk                   | Honduras – Panama | 1 – 0   |
| 6  | Tegucigalpa     | 6 juni 1977       | Vriendschappelijk                   | Honduras – Panama | 1 – 0   |
| 7  | Tegucigalpa     | 13 juni 1980      | Vriendschappelijk                   | Honduras – Panama | 0 – 0   |
| 8  | Panama-Stad     | 30 juli 1980      | WK 1982 kwalificatie                | Panama – Honduras | 0 – 2   |
| 9  | Tegucigalpa     | 14 december 1980  | WK 1982 kwalificatie                | Honduras – Panama | 5 – 0   |
| 10 | Colón           | 15 juni 1984      | WK 1986 kwalificatie                | Panama – Honduras | 0 – 3   |
| 11 | Tegucigalpa     | 24 juni 1984      | WK 1986 kwalificatie                | Honduras – Panama | 1 – 0   |
| 12 | Panama-Stad     | 12 mei 1991       | UNCAF Nations Cup 1991 kwalificatie | Panama – Honduras | 2 – 0   |
| 13 | San Pedro Sula  | 18 mei 1991       | UNCAF Nations Cup 1991 kwalificatie | Honduras – Panama | 3 – 0   |
| 14 | Tegucigalpa     | 5 maart 1993      | UNCAF Nations Cup 1993              | Honduras – Panama | 2 – 0   |
| 15 | Dallas          | 10 juli 1993      | CONCACAF Gold Cup 1993              | Honduras – Panama | 5 – 1   |
| 16 | Santa Ana       | 21 november 1995  | UNCAF Nations Cup 1995              | Honduras – Panama | 2 – 0   |
| 17 | San Pedro Sula  | 24 juli 1996      | Vriendschappelijk                   | Honduras – Panama | 1 – 1   |
| 18 | Panama-Stad     | 7 augustus 1996   | Vriendschappelijk                   | Panama – Honduras | 2 – 1   |
| 19 | Guatemala-Stad  | 16 april 1997     | UNCAF Nations Cup 1997              | Honduras – Panama | 5 – 0   |
| 20 | Panama-Stad     | 2 april 2000      | WK 2002 kwalificatie                | Panama – Honduras | 1 – 0   |
| 21 | Tegucigalpa     | 7 mei 2000        | WK 2002 kwalificatie                | Honduras − Panama | 3 − 1   |
| 22 | Tegucigalpa     | 23 mei 2001       | UNCAF Nations Cup 2001              | Honduras − Panama | 1 − 2   |
| 23 | Panama-Stad     | 18 februari 2003  | UNCAF Nations Cup 2003              | Panama − Honduras | 1 − 1   |
| 24 | La Ceiba        | 7 april 2004      | Vriendschappelijk                   | Honduras − Panama | 0 − 0   |
| 25 | Tegucigalpa     | 28 juli 2004      | Vriendschappelijk                   | Honduras − Panama | 0 − 0   |
| 26 | Guatemala-Stad  | 25 februari 2005  | UNCAF Nations Cup 2005              | Honduras − Panama | 1 − 0   |
| 27 | Miami           | 12 juli 2005      | CONCACAF Gold Cup 2005              | Honduras − Panama | 1 − 0   |
| 28 | San Salvador    | 11 februari 2007  | UNCAF Nations Cup 2007              | Honduras − Panama | 1 − 1   |
| 29 | East Rutherford | 8 juni 2007       | CONCACAF Gold Cup 2007              | Panama – Honduras | 3 – 2   |
| 30 | Tegucigalpa     | 14 oktober 2007   | Vriendschappelijk                   | Honduras – Panama | 1 – 0   |
| 31 | Tegucigalpa     | 30 januari 2009   | UNCAF Nations Cup 2009              | Honduras – Panama | 0 – 1   |
| 32 | Cary            | 28 juni 2009      | Vriendschappelijk                   | Panama – Honduras | 0 – 2   |
| 33 | Panama-Stad     | 17 november 2010  | Vriendschappelijk                   | Panama – Honduras | 2 – 0   |
| 34 | San Pedro Sula  | 13 december 2010  | Vriendschappelijk                   | Honduras – Panama | 2 – 1   |
| 35 | San Pedro Sula  | 8 juni 2012       | WK 2014 kwalificatie                | Honduras – Panama | 0 – 2   |
| 36 | Panama-Stad     | 12 oktober 2012   | WK 2014 kwalificatie                | Panama – Honduras | 0 – 0   |
| 37 | San José        | 22 januari 2013   | Copa Centroamericana 2013           | Honduras − Panama | 1 − 1   |
| 38 | Panama-Stad     | 26 maart 2013     | WK 2014 kwalificatie                | Panama − Honduras | 2 − 0   |
| 39 | Tegucigalpa     | 10 september 2013 | WK 2014 kwalificatie                | Honduras − Panama | 2 − 2   |
| 40 | Foxborough      | 10 juli 2015      | CONCACAF Gold Cup 2015              | Honduras − Panama | 1 − 1   |
| 41 | San Pedro Sula  | 11 november 2016  | WK 2018 kwalificatie                | Honduras − Panama | 0 − 1   |
| 42 | Panama-Stad     | 17 januari 2017   | Copa Centroamericana 2017           | Panama − Honduras | 0 − 1   |
| 43 | Panama-Stad     | 13 juni 2017      | WK 2018 kwalificatie                | Panama − Honduras | 2 − 2   |
| 44 | Tegucigalpa     | 16 november 2018  | Vriendschappelijk                   | Honduras − Panama | 1 − 0   |
| 45 | Houston         | 17 juli 2021      | CONCACAF Gold Cup 2021              | Panama − Honduras | 2 − 3   |
| 46 | San Pedro Sula  | 12 november 2021  | WK 2022 kwalificatie                | Honduras − Panama | 2 − 3   |
| 47 | Panama-Stad     | 24 maart 2022     | WK 2022 kwalificatie                | Panama − Honduras | 1 − 1   |
| 48 | Glendale        | 28 juni 2025      | CONCACAF Gold Cup 2025              | Panama − Honduras | 1 − 1   |

## Samenvatting
| Competitie                        | Totaal gespeeld | Winst Honduras | Gelijk | Winst Panama | Doelsaldo Honduras – Panama |
| --------------------------------- | --------------- | -------------- | ------ | ------------ | --------------------------- |
| WK-kwalificatie                   | 14              | 5              | 4      | 5            | 21 − 15                     |
| CONCACAF Gold Cup                 | 10              | 6              | 2      | 2            | 19 − 11                     |
| Copa Centroamericana              | 9               | 4              | 3      | 2            | 14 − 6                      |
| Copa Centroamericana-kwalificatie | 3               | 2              | 0      | 1            | 4 − 2                       |
| Vriendschappelijk                 | 12              | 6              | 4      | 2            | 10 − 6                      |
| Totaal                            | 48              | 23             | 13     | 12           | 68 − 40                     |

## Details

### Vijftiende ontmoeting
| CONCACAF Gold Cup 1993 (Dallas, Verenigde Staten, 10 juli 1993):                                                    |       |                 |
| Honduras | 5 – 1 | Panama          |
| Giovanni Gayle 25' Eduardo Bennett 51' Alex Pineda Chacón 54' Eduardo Bennett 69' (pen.) Eduardo Bennett 83' (pen.) | goals | 30' Jesús Julio |

### 30ste ontmoeting
| Vriendschappelijk (Tegucigalpa, Honduras, 14 oktober 2007): |       |        |
| Honduras                                                    | 1 – 0 | Panama |
| Walter Martínez 54'                                         | goals |        |

Hondurese voetbalbond · A-internationals · Selecties · Bondscoaches · Hondurees vrouwenelftal · Olympisch elftal · Honduras U21 · Honduras U19 · Honduras U17
1920 – 1959 ·
1960 – 1969 ·
1970 – 1979 ·
1980 – 1989 ·
1990 – 1999 ·
2000 – 2009 ·
2010 – 2019 ·
2020 − 2029
CGC 2021
CA 2001
WK 1982 · 
WK 2010 · 
WK 2014
OS 2000 · 
OS 2008 · 
OS 2012 ·
OS 2016 ·
OS 2020
1921 · 
1922–1929 · 
1930 · 
1931–1934 · 
1935 · 
1936–1945 · 
1946 · 
1947–1949 · 
1950 · 
1951–1952 · 
1953 · 
1954 · 
1955 · 
1956 · 
1957 · 
1958–1959 · 
1960 · 
1961 · 
1962 · 
1963 · 
1964 · 
1965 · 
1966 · 
1967 · 
1968 · 
1969 · 
1970 · 
1971 · 
1972 · 
1973 · 
1974 · 
1975 · 
1976 · 
1977 · 
1978 · 
1979 · 
1980 · 
1981 · 
1982 · 
1983 · 
1984 · 
1985 · 
1986 · 
1987 · 
1988 · 
1989–1990 · 
1991 · 
1992 · 
1993 · 
1994 · 
1995 · 
1996 · 
1997 · 
1998 · 
1999 · 
2000 · 
2001 · 
2002 · 
2003 · 
2004 · 
2005 · 
2006 · 
2007 · 
2008 · 
2009 · 
2010 · 
2011 · 
2012 · 
2013 · 
2014 · 
2015 · 
2016 ·
2017 ·
2018 ·
2019 ·
2020 ·
2021 ·
2022 ·
2023 ·
2024 ·
2025
Antigua en Barbuda ·
Argentinië ·
Australië ·
Azerbeidzjan ·
Belize ·
Bermuda ·
Bolivia ·
Brazilië ·
Canada ·
Chili ·
China ·
Colombia ·
Costa Rica ·
Cuba ·
Curaçao ·
Denemarken ·
Ecuador ·
El Salvador ·
Engeland ·
Finland ·
Frankrijk ·
Grenada ·
Griekenland ·
Guatemala ·
Haïti ·
IJsland ·
Israël ·
Jamaica ·
Japan ·
Joegoslavië ·
Kaaimaneilanden ·
Letland · 
Mexico ·
Nederlandse Antillen ·
Nicaragua ·
Nieuw-Zeeland ·
Noord-Ierland · 
Noorwegen ·
Panama ·
Paraguay ·
Peru ·
Puerto Rico ·
Qatar ·
Roemenië ·
Saint Vincent en de Grenadines ·
Saoedi-Arabië ·
Servië ·
Slovenië ·
Spanje ·
Suriname ·
Trinidad en Tobago ·
Turkije ·
Uruguay ·
Venezuela ·
Verenigde Arabische Emiraten ·
Verenigde Staten ·
Wit-Rusland ·
Zambia ·
Zuid-Afrika ·
Zuid-Korea ·
Zwitserland
Chili (2010) ·
Ecuador (2014) ·
Frankrijk (2014) ·
Spanje (2010) ·
Zwitserland (2010) · 
Zwitserland (2014)
FEPAFUT · A-internationals · Selecties · Bondscoaches · Panamees vrouwenelftal · Panama U21 · Panama U20 · Panama U19 · Panama U18 · Panama U17
1930 – 1949 · 
1950 – 1959 · 
1960 – 1969 · 
1970 – 1979 · 
1980 – 1989 · 
1990 – 1999 · 
2000 – 2009 · 
2010 – 2019 ·
2020 – 2029
CGC 1991 · 
CGC 1993 · 
CGC 1996 · 
CGC 1998 · 
CGC 2000 · 
CGC 2002 · 
CGC 2003 · 
CGC 2005 · 
CGC 2007 · 
CGC 2009 · 
CGC 2011 · 
CGC 2013 · 
CGC 2021
WK 2018
1938 · 
1939 · 
1940 · 
1941 · 
1942 · 1943 · 1944 · 1945 · 
1946 · 
1947 · 
1948 · 
1949 · 
1950 · 
1951 · 
1952 · 
1953 · 
1954 · 
1955 · 
1956 · 
1957 · 
1958 · 
1959 · 
1960 · 
1961 · 
1962 · 
1963 · 
1964 · 
1965 · 
1966 · 
1967 · 
1968 · 
1969 · 
1970 · 
1971 · 
1972 · 
1973 · 
1974 · 
1975 · 
1976 · 
1977 · 
1978 · 
1979 · 
1980 · 
1981 · 
1982 · 
1983 · 
1984 · 
1985 · 
1986 · 
1987 · 
1988 · 
1989 · 
1990 · 
1991 · 
1992 · 
1993 · 
1994 · 
1995 · 
1996 · 
1997 · 
1998 · 
1999 · 
2000 · 
2001 · 
2002 · 
2003 · 
2004 · 
2005 · 
2006 · 
2007 · 
2008 · 
2009 · 
2010 · 
2011 · 
2012 · 
2013 · 
2014 · 
2015 · 
2016 · 
2017 ·
2018 ·
2019 ·
2020 ·
2021 ·
2022 ·
2023 ·
2024
Anguilla ·
Argentinië · 
Armenië · 
Aruba · 
Bahama's ·
Bahrein ·
Barbados ·
België · 
Belize · 
Bermuda · 
Bolivia · 
Brazilië · 
Canada · 
Chili · 
Colombia · 
Costa Rica · 
Cuba · 
Curaçao ·
Denemarken ·
Dominica · 
Dominicaanse Republiek · 
Ecuador · 
El Salvador · 
Engeland · 
Grenada · 
Guadeloupe ·
Guatemala · 
Guyana · 
Haïti · 
Honduras · 
Iran · 
Jamaica · 
Japan · 
Kameroen ·
Mexico · 
Montserrat ·
Nederlandse Antillen · 
Nicaragua · 
Noord-Ierland ·
Noorwegen ·
Paraguay · 
Peru · 
Portugal · 
Puerto Rico · 
Qatar ·
Saint Lucia · 
Saoedi-Arabië ·
Servië ·
Spanje · 
Taiwan · 
Trinidad en Tobago ·
Tunesië ·  
Uruguay ·  
Venezuela · 
Verenigde Staten ·
Wales ·
Zuid-Afrika ·
Zuid-Korea ·
Zwitserland
België (2018) ·
Engeland (2018) ·
Tunesië (2018)